# Olha Bohomolets
Olga Bogomolets, MD (ucraniano: Ольга Богомолець, Olha Bohomolets; nacido el 22 de marzo de 1966) - Es una ucraniana cantante, compositora y médica, Honorable Doctora en Ucrania, profesora de la Universidad Nacional Médica Bogomolets (el nombre de su bisabuelo, Oleksandr Bohomolets), la fundadora y directora médica del Instituto de Dermatología y Cosmetología.

## Carrera
Olga Bogomolets nació el 22 de marzo de 1966 en Kiev, en una familia de médicos. Ella viene de la antigua nobleza lituano-rusa (capa Pomian de armas), cuyo origen se remonta al siglo XV.
En 1989, se graduó en el Instituto Médico de Kiev (ahora la Universidad Nacional de Medicina Bogomolets, Kiev). En 1993-1994 , estudió en la Universidad Médica de Pensilvania (Pennsylvania, EE. UU.) y el Instituto de la Bernard Ackerman de dermatopatología (Filadelfia, EE. UU.) .
Tras su regreso de EE. UU., puso en marcha su propia Clínica de Medicina Láser, ahora conocido como el Instituto de Dermatología y Cosmetología Dr. Bogomolets. Desde 2003 hasta la actualidad - la médica jefa del Instituto de Dermatología y Cosmetología. Desde diciembre de 2004 hasta octubre de 2005 Olga Bogomolets era la médica personal del Presidente de Ucrania.
Olga Bogomolets es la organizadora de la acción benéfica anual a nivel nacional "Día del melanoma ".
Es autora de más de 70 trabajos de investigación en dermatología y autora de 9 patentes de invención en esta rama de la medicina. Bogomolets es miembro de la Academia Americana de Dermatología y de la Academia Europea de Dermatología y Venereología, miembro de la New York Academy of Sciences.

## Personal
Olga Bogomolets tiene cuatro hijos - un hijo y tres hijas.